# Dire Dawa Airport
Dire Dawa-Airport (DIR) är en flygplats norr om Dire Dawa, Etiopien som också kallas Aba Tenna Dejazmach Yilma International Airport. År 2006 besökte 984.375 personer flygplatsen. Dire Dawa-Airport är Etiopiens näst största flygplats. 

## Flygbolag och destinationer
- Ethiopian Airlines (Addis Abeba Bole International Airport, Gambela Airport, Lalibela Airport)